# Ceratosolen stupefactus
Ceratosolen stupefactus är en stekelart som beskrevs av Wiebes 1989. Ceratosolen stupefactus ingår i släktet Ceratosolen och familjen fikonsteklar. Inga underarter finns listade i Catalogue of Life.